# Médicament biosimilaire
Ne doit pas être confondu avec Médicament générique.

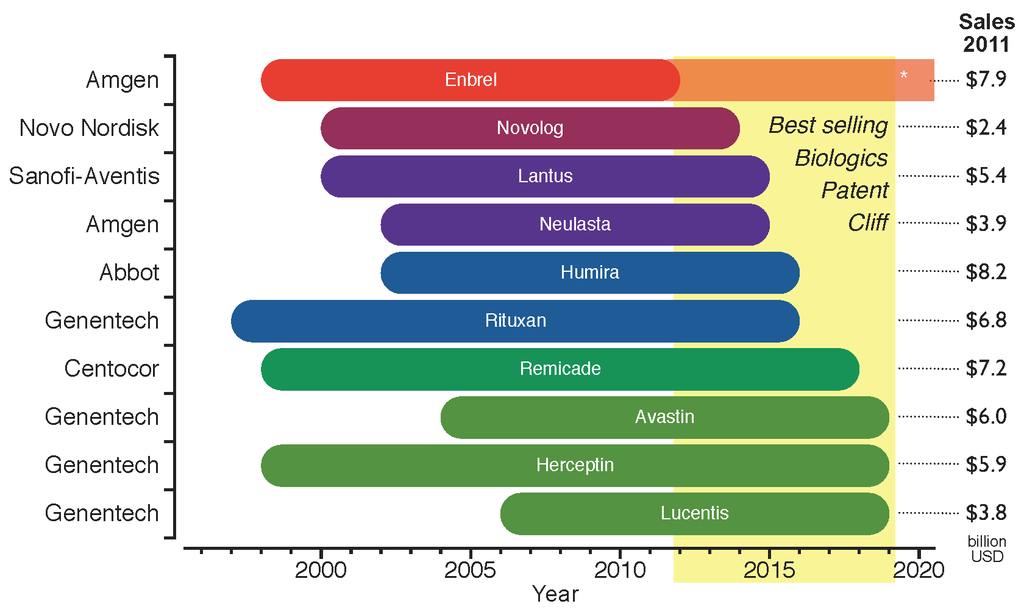
graphique des ventes en 2011 des médicaments bisiometrique

Les médicaments biosimilaires sont des médicaments produits par biotechnologie (biothérapies) dont le brevet a expiré. On peut citer ainsi certains ménotropines, constitués à base de gonadotrophine (hormones) ou l'énoxaparine (anticoagulants).

## Statut réglementaire général
Les biosimilaires ont un statut réglementaire distinct des médicaments génériques « ordinaires », en raison de la différence du mode de fabrication entre un biomédicament et sa version générique - bien que la substance finale soit la même, la complexité moléculaire de celle-ci peut conduire à ce que le processus de fabrication ait des effets sur le produit final[réf. nécessaire]. Les biosimilaires sont donc jugés « similaires » mais pas identiques à des médicaments biotechnologiques déjà commercialisés.

## Dans l'Union européenne
Ainsi, avant autorisation de mise sur le marché dans l'Union européenne, un biosimilaire doit subir des essais cliniques effectués sur des centaines de patients. Il ne peut pas obtenir l’autorisation sur la base d’une équivalence de composition comme les génériques classiques.
L'Agence européenne des médicaments (EAM) publie une liste de 69 noms en 2019.

## Aux États-Unis
La réglementation concernant les biogénériques aux États-Unis est relativement en retard au regard des directives de l'Agence européenne des médicaments qui encadrent précisément ce secteur. Celle-là a été modifiée par le Biologics Price Competition and Innovation Act de 2009, rédigé en particulier par le sénateur démocrate Ted Kennedy, et qui a été intégré au Patient Protection and Affordable Care Act de mars 2010, texte central de la réforme de la santé initiée par Obama. Ce nouveau texte a été rédigé sur le modèle du Drug Price Competition and Patent Term Restoration Act (en) de 1984 (ou loi Hatch-Waxman) qui visait à faciliter la procédure d'autorisation des génériques tout en soutenant la recherche et développement des entreprises pharmaceutiques. Une procédure d'autorisation simplifiée a ainsi été mise en œuvre. En compromis, le principe de confidentialité des données issus des essais cliniques (le test data exclusivity (en)) est maintenu pour une période de 12 ans.
Le 6 mars 2015, la Food and Drug Administration (FDA) a autorisé, pour la première fois, la commercialisation d'un biosimilaire. Il s'agit du filgrastim (nom commercial : Zarxio) produit par la société Sandoz, filiale de la société Novartis,.